# نیجوهوت
نیجوهوت (به لاتین: Negohot) یک منطقهٔ مسکونی در اسرائیل است که در یهودا و شومرون واقع شده‌است.